# Ависага Сунамитянка

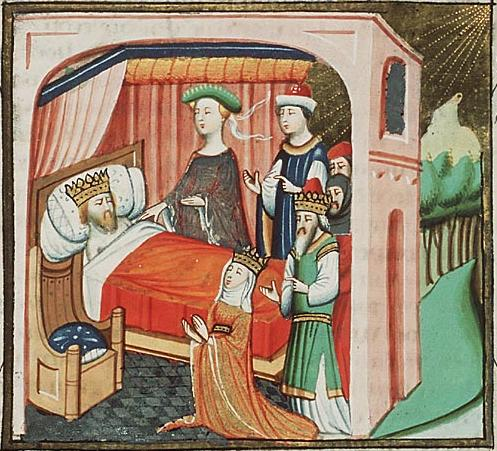
Ависага, Вирсавия, Соломон и Натан у постели умирающего Давида, ок. 1435

Ависага Сунамитя́нка (ивр. אבישג השונמית‎ [Авишаг]) — библейский персонаж, прислужница царя Давида; происходила из города Сунама (Шунама).

## Ависага в Библии
В Библии сказано: «Когда царь Давид состарился, вошёл в преклонные лета, то покрывали его одеждами, но не мог он согреться. И сказали ему слуги его: пусть поищут для господина нашего царя молодую девицу, чтоб она предстояла царю и ходила за ним и лежала с ним, — и будет тепло господину нашему, царю. И искали красивой девицы во всех пределах Израильских, и нашли Ависагу Сунамитянку, и привели её к царю. Девица была очень красива, и ходила она за царем и прислуживала ему; но царь не познал её» (3Цар. 1:1-4). Девушку привели его «слуги», а по Флавию (Древн. иуд., 7, 14, 3) — его врачи.
После смерти Давида на Ависаге хотел жениться Адония, сын Давида от Аггифы. Для того, чтобы получить разрешение на этот брак у нового царя Соломона, сына Давида и Вирсавии, Адония попросил Вирсавию ходатайствовать за него перед своим сыном. Вирсавия просила царя разрешить брак Адонии и Ависаги, однако Соломон отказал ей, сказав в раздражении «а зачем ты просишь Ависагу Сунамитянку для Адонии? проси ему также и царства; ибо он мой старший брат». После этого Соломон послал Ванею сына Иодаева убить Адонию, что тот и сделал (3Цар. 2:13-25). Предполагаемый брак Адонии был только поводом для его убийства: Соломон с полным основанием видел в нём конкурента. Ещё при жизни Давида Адония «возгордившись говорил: я буду царем» (3Цар. 1:5) и организовал заговор с целью прихода к власти.
Существует версия, отождествляющая Ависагу Сунамитянку и Шуламит (Суламиту), героиню Песни Песней.

## Ависага в художественной литературе
Александр Иванович Куприн в повести «Суламифь» писал о царе Соломоне:

Также разделял он ложе… и с Ависагой-сунамитянкой, согревавшей старость царя Давида, с этой ласковой, тихой красавицей, из-за которой Соломон предал своего старшего брата Адонию смерти от руки Ванеи, сына Иодаева.

Американский писатель Джозеф Хеллер в романе «Видит Бог», написанном в форме воспоминаний царя Давида, так характеризует Ависагу:

Милая, опрятная девушка, уступчивая и услужливая по натуре, со спокойными, грациозными движениями. … У неё хрупкое, нежное тело, гладкая, смуглая кожа, лоснистые прямые черные волосы, зачесанные назад и вниз и спадающие ей на плечи ровными прядями; большие, кроткие, призывные глаза с огромными белками и тёмными райками почти такого оттенка, как чёрное дерево.

Также имеется упоминание о ней в романе Ф. М. Достоевского «Подросток»:

— Знаешь ты историю Ависаги, Ламберт, читал её?
— Нет, не помню; роман? — пробормотал Ламберт.
— О, ты ничего не знаешь, Ламберт! Ты страшно, страшно необразован…

## Сунамитизм
В Париже в XVIII веке получил известность маргинальный метод омоложения, при котором старики спали в постелях с молодыми невинными девушками. Он получил название «сунамитизм» — по имени Ависаги Сунамитянки.